# وای ۲۷۶۳۲
وای ۲۷۶۳۲ (به انگلیسی: Y-27632) یک ترکیب شیمیایی با شناسه پاب‌کم ۴۴۸۰۴۲ است.